# DIRECTV Group

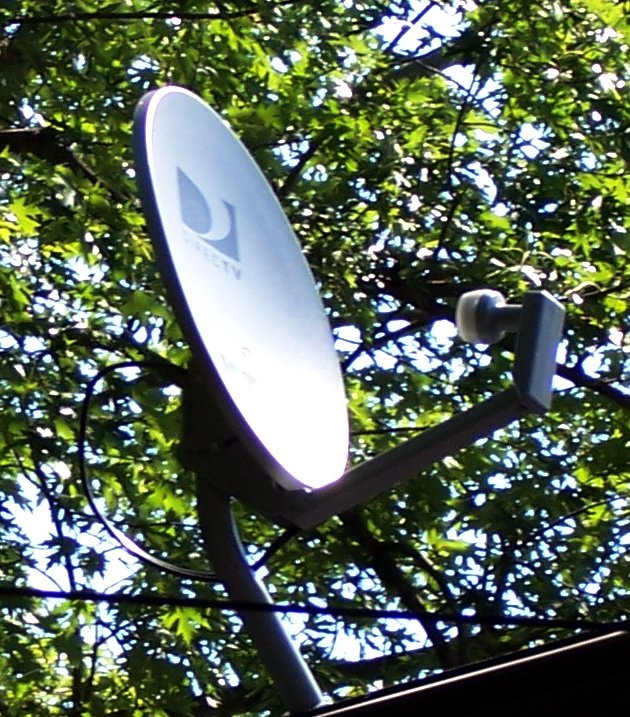
DIRECTV-satellietschotel

DIRECTV Group is een Amerikaans satelliettelevisieconcern, voorheen bekend als Hughes Electronics.
Hughes Electronics is ontstaan toen het bedrijf van Howard Hughes, Hughes Aircraft Company, verkocht werd aan General Motors en toen werd gefuseerd met het GM-onderdeel Delco Electronics in 1985. Het nieuw gevormde concern bestond uit:
- Hughes Aircraft
- Delco Electronics
- Hughes Space and Communications
- Hughes Network Systems
- General Dynamics Missile Systems (sinds augustus 1992)

In 1994 richtte Hughes Electronics DIRECTV op. In 1997 werd Delco Electronics omgevormd tot Delphi Automotive Systems onder druk van moederbedrijf GM. in datzelfde jaar werden de defensiedivisie (Hughes Aircraft en General Dynamics) gefuseerd met Raytheon. De overige bedrijven bleven bestaan binnen Hughes en General Motors.
In 1996 tekenden Hughes Electronics en PanAmSat een overeenkomst om samen een beursgenoteerde bedrijf op te zetten om hun satelliettelevisie-activiteiten in onder te brengen. Het bedrijf droeg de naam van PanAmSat, maar Hughes Electronics was meerderheidsaandeelhouder. Het bedrijf verkocht in 2002 de productiedivisie van satellieten aan Boeing en Boeing hernoemde het bedrijf tot Boeing Satellite Systems.
De overblijfselen van het bedrijf (DIRECTV, DIRECTV Latin America, PanAmSat en Hughes Network Systems) werden verkocht door General Motors aan News Corporation in december 2003. De groep van bedrijven werden ondergebracht onder het nieuw opgerichte DIRECTV Group, dat binnen de Fox Entertainment Group viel. PanAmSat werd in augustus 2004 verkocht aan Kohlberg Kravis Roberts (KKR) en Hughes Network Systems aan SkyTerra in januari 2006.

## Divisies
- DIRECTV Noord-Amerika
- DIRECTV Latijns-Amerika